# العلاقات الأوزبكستانية الهندوراسية
العلاقات الأوزبكستانية الهندوراسية هي العلاقات الثنائية التي تجمع بين أوزبكستان وهندوراس.

## مقارنة بين البلدين
هذه مقارنة عامة ومرجعية للدولتين:
| وجه المقارنة                                              | أوزبكستان       | هندوراس          |
| --------------------------------------------------------- | --------------- | ---------------- |
| المساحة (كم2)                                             | 448.98 ألف      | 112.49 ألف       |
| عدد السكان (نسمة)                                         | 32.39 مليون     | 9.27 مليون       |
| الكثافة السكانية (ن./كم²)                                 | 72.14           | 82.41            |
| العاصمة                                                   | طشقند           | تيغوسيغالبا      |
| اللغة الرسمية                                             | اللغة الأوزبكية | اللغة الإسبانية  |
| العملة                                                    | سوم أوزبكستاني  | لمبيرة هندوراسية |
| الناتج المحلي الإجمالي (بليون دولار)                      | 48.72 مليار     | 22.98 مليار      |
| الناتج المحلي الإجمالي (تعادل القوة الشرائية) بليون دولار | 190.50 مليار    | 41.14 مليار      |
| الناتج المحلي الإجمالي الاسمي للفرد دولار أمريكي          | 2.13 ألف        | 2.53 ألف         |
| الناتج المحلي الإجمالي للفرد دولار أمريكي                 | 5.57 ألف        | 4.91 ألف         |
| مؤشر التنمية البشرية                                      | 0.675           | 0.606            |
| رمز المكالمات الدولي                                      | +998            | +504             |
| رمز الإنترنت                                              | .uz             | .hn              |
| المنطقة الزمنية                                           | ت ع م+05:00     | 00               |

## منظمات دولية مشتركة
يشترك البلدان في عضوية مجموعة من المنظمات الدولية، منها:
| علم المنظمة | اسم المنظمة                               | تاريخ انضمام أوزبكستان | تاريخ انضمام هندوراس |
| ----------- | ----------------------------------------- | ---------------------- | -------------------- |
|             | وكالة ضمان الاستثمار متعدد الأطراف        | 4 نوفمبر 1993          | 30 يونيو 1992        |
|             | منظمة الشرطة الجنائية الدولية             | ?                      | ?                    |
|             | منظمة حظر الأسلحة الكيميائية              | ?                      | ?                    |
|             | الفريق المعني برصد الأرض                  | ?                      | ?                    |
|             | الأمم المتحدة                             | 2 مارس 1992            | 17 ديسمبر 1945       |
|             | مؤسسة التمويل الدولية                     | 30 سبتمبر 1993         | 20 يوليو 1956        |
|             | يونسكو                                    | 26 أكتوبر 1993         | 16 ديسمبر 1947       |
|             | مؤسسة التنمية الدولية                     | 24 سبتمبر 1992         | 23 ديسمبر 1960       |
|             | البنك الدولي للإنشاء والتعمير             | 21 سبتمبر 1992         | 27 ديسمبر 1945       |
|             | المركز الدولي لتسوية المنازعات الاستشارية | 25 أغسطس 1995          | 16 مارس 1989         |
|             | الاتحاد البريدي العالمي                   | ?                      | ?                    |
|             | الاتحاد الدولي للاتصالات                  | 10 يوليو 1992          | 27 أكتوبر 1925       |

## وصلات خارجية
- موقع وزارة الخارجية الأوزبكستانية
- موقع وزارة الخارجية الهندوراسية